# Dirk Bikkembergs
Dirk Bikkembergs (Colonia, 2 gennaio 1959) è uno stilista belga.

## Biografia
Nato a Colonia, in Germania, perché suo padre era nell'esercito belga, ha vissuto la maggior parte dei suoi anni più giovani a Diepenbeek, Limburgo, in Belgio.  Nel 1982 Bikkembergs si laurea presso la Royal Academy of Fine Arts di Anversa, in Belgio, insieme ad altri designers belgi come Ann Demeulemeester, Dries van Noten, Dirk van Saene, Walter van Beirendonck e Marina Yee. Insieme diventeranno famosi come gli "Antwerp Six" del mondo della moda.
Nel 1989 Dirk Bikkembergs si reca a Parigi e lancia la sua prima collezione di abbigliamento maschile, seguita nel 1993 da una collezione di abbigliamento femminile.
Dirk Bikkembergs è diventato particolarmente popolare tra i ragazzi nel 2000, dopo aver lanciato la linea di moda 'Bikkembergs Sport', che includeva t-shirt con il famoso logo del calciatore. Questa cosiddetta 'sport-couture' ha dato a Bikkembergs l'opportunità di disegnare l'abbigliamento per l'Inter. È stato presidente della squadra calcistica di Fossombrone, piccolo comune in provincia di Pesaro-Urbino, che sotto la sua gestione ha raggiunto i migliori risultati della sua storia, sfiorando la promozione in Serie C2. Nel 2010 cede la proprietà della squadra.
È stato il primo stilista a ricevere il permesso di tenere una sfilata di moda nel famoso stadio del Barcellona, il Camp Nou.
Nell'intervista rilasciata a Playboy Italia n. 15 (maggio 2010), Dirk Bikkembergs ha dichiarato:
Nel luglio 2015 il gruppo cinese Modern Avenue entra con il 51% (40,6 milioni di euro) nel capitale dell'azienda Bikkembergs arrivando al controllo totale nel 2019.